# Répertoire du trombone

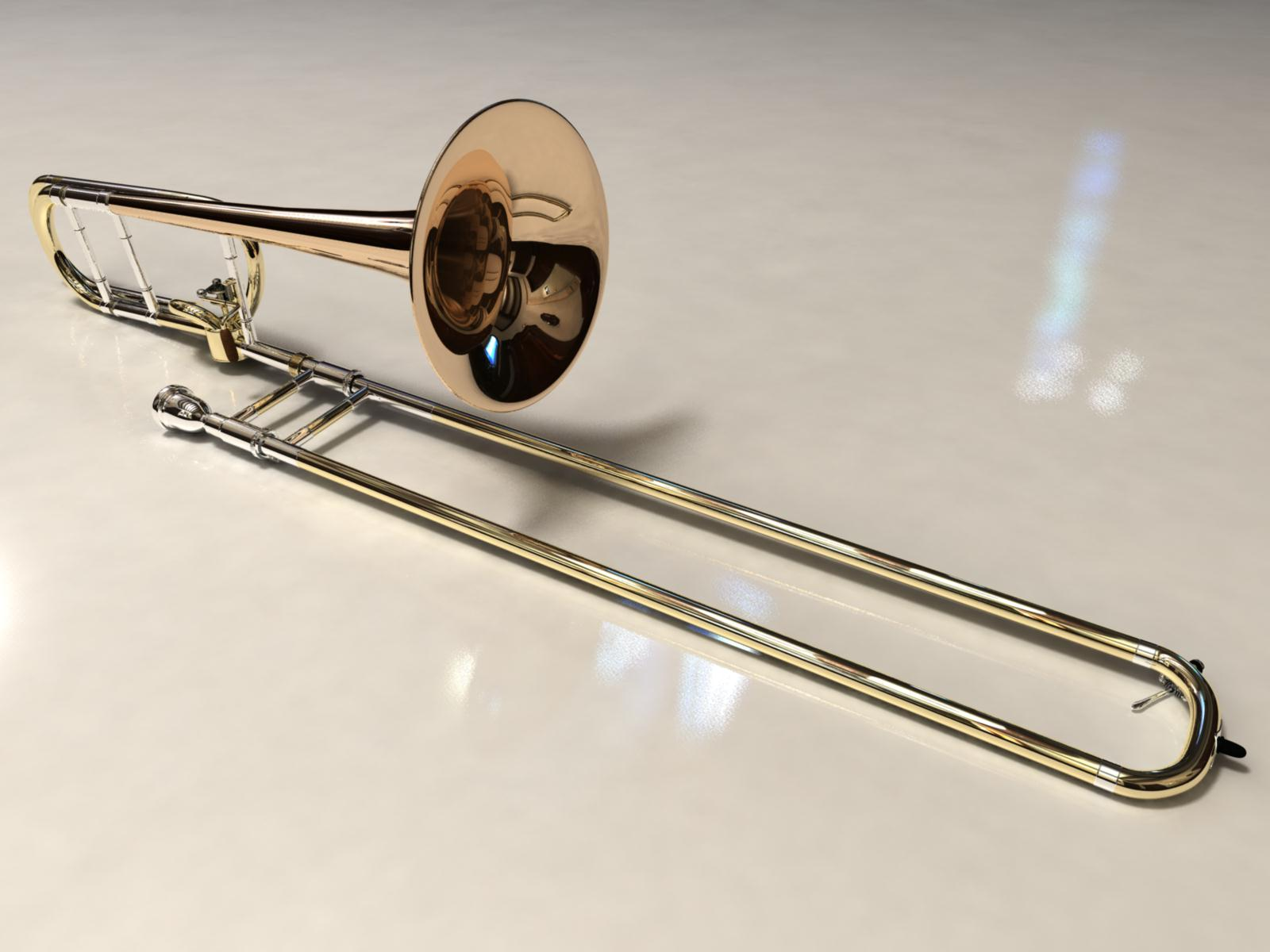
Trombone à coulisse.

Cette page répertorie les pièces classiques du répertoire du trombone, y compris les œuvres solistes, les concertos et la musique de chambre dans lesquels le trombone joue un rôle important.

## Œuvres pour trombone solo
- Hans Abrahamsen, Kharon (2009)
- Kalevi Aho, Solo XIII (2017)
- Louis Andriessen, Toespraak pour tromboniste parlant (1979)
- Georges Aperghis, Ruinen (1994)
- Malcolm Arnold, Fantaisie, op. 101 (1969)
- Richard Barrett, basalte (1990-91)
- Leslie Bassett, Suite (1957)
- Luciano Berio, Sequenza V (1966)
- Leonard Bernstein, Elegy for Mippy II (1948)
- Howard J. Buss (en), 
  - A Day in the City (1986),
  - Camel Music (1975),
  - On the Stroke of Midnight (2021)
- John Cage, Solo for Sliding Trombone (1957-1958)
- Elliott Carter, 
  - Gra (1994)
  - Retracing V (2011)
- David Cope, 
  - Three Pieces (1966)
  - B.T.R.B. pour trombone basse (1971)
- Peter Maxwell Davies, Judas Mercator (2004)
- David Del Tredici, The Felix Variations pour trombone basse (2010)
- Franco Donatoni, Scaglie (1992)
- Pascal Dusapin, Indeed (1987)
- Einar Englund, Panorama (1976)
- Luca Francesconi, Respiro (1987)
- Vinko Globokar,
  - Échanges (1973)
  - Oblak semen (1996)
- Tom Johnson, 
  - Sequenza minimalista (1993)
  - Tilework (2003)
- Charles Koechlin, Monodie op. 213 (1947)
- Alvin Lucier, Stacks for Trombone, Multimedia and Sculpture (1993)
- Vincent Persichetti, Parable XVIII, op. 133 (1975)
- Folke Rabe (en), Basta (1982)
- Frederic Rzewski, Last Judgement (1969)
- Giacinto Scelsi, Tre pezzi (1957)
- Karlheinz Stockhausen,
  - In Freundschaft, MNr. 4612/13 (1977)
  - Signale zur Invasion (en), 2. ex Nr. 61 (1992)
- Christian Wolff, Peggy (1993)
- Iannis Xenakis, Keren (1986)

## Œuvres pour trombone et piano
- Bert Appermont, 
  - Sketches of Spring (2005)
  - Colors for Trombone (en) (2008)
- Joseph Edouard Barat, Andante et Allegro pour trombone et piano (Concours du Conservatoire National de Musique de Paris, 1935)
- Leslie Bassett, Sonata (1954)
- William Bolcom, Trombone Concerto (2016)
- Eugène Bozza, Ballade (Concours du Conservatoire National de Musique de Paris, 1944 ?)
- Howard J. Buss (en), 
  - Trombone Concerto (1985),
  - Trek! (1999),
  - Sonata Lyrique (2020)
- John Cage, Two5 (en) (1991)
- Jacques Castérède, Sonatine pour trombone et piano (1957)
- Henry Cowell, Hymn and Fuguing Tune No. 13 (1960)
- Jean-Michel Defaye, Deux Danses (1950)
- Léo Delibes, Morceau à déchiffrer (1887)
- Edison Denisov, Choral Varié (1975)
- Pierre-Max Dubois,
  - Histoires de trombone (1978)
  - Menuet d’automne (1978)
  - La danse du hérisson (1980)
- Henri Dutilleux, Choral, cadence et fugato (1950)
- Eric Ewazen, Sonate pour trombone et piano (concerto no 1 pour trombone, 1993)
- Launy Grøndahl, Concerto pour trombone (1924)
- Alexandre Guilmant, Morceau symphonique op. 88 (Concours du Conservatoire National de Musique de Paris, 1902) et Morceau de lecture pour trombone et piano
- Jennifer Higdon, Legacy, version C (1999)
- Paul Hindemith, Sonate pour trombone (1941)
- Vagn Holmboe, Sonate pour trombone, Op. 172a (1987)
- Arthur Honegger, Hommage du trombone exprimant la tristesse de l'auteur absent (1925)
- Alan Hovhaness, O World, Op. 32, No. 2 (1960)
- Søren Hyldgaard (en), Rapsodia Borealis (2001)
- Joseph Jongen, Aria et polonaise, Op.128 (1944)
- Axel Jørgensen, Romance Op. 21 (1916)
- Ernst Krenek, 5 Pieces (1967)
- György Kurtág, Six Pieces (1999)
- Alvin Lucier, Panorama (1993)
- Otto Luening, Sonata (1953)
- Frank Martin, Ballade (1940)
- Johan de Meij, Canticles (2007)
- Pauline Oliveros, The Gender of Now: There But Not There (2005)
- Guy Ropartz, Pièce en mi bémol mineur (morceau de concours du Conservatoire de Paris, 1908)
- Samuel Rousseau, Pièce Concertante (morceau de concours du Conservatoire de Paris, 1898)
- Camille Saint-Saëns, Cavatine, Op.144 (1915)
- Carlos Salzedo, Pièce concertante Op.27 (1910)
- Sigismond Stojowski, Fantaisie pour trombone et accompagnement piano (1912)
- Stjepan Šulek, Sonate "Vox Gabrieli" (1973)
- Alexandre Tcherepnine, Andante, Op. 64 (1939)
- Carl Maria von Weber, Romance (Romanza appassionata) pour trombone et piano en ut mineur (sans numéro d'opus), une œuvre attribuée à Weber mais d’origine incertaine ; probablement écrite à la fin du XIXe siècle par quelque compositeur de musique militaire[1]
- Christian Wolff, Ruth (1991)
- Barbara York, A Caged Bird (2014)

## Ensembles de trombones
- Bert Appermont, Golden Glow for 4 Trombones (2013)
- Gilbert Amy, Posaunen pour 4 trombones (1987)
- Louis Andriessen, Rage, rage against the dying of the light pour 4 trombones (1966)
- Alexander Arutiunian, Dance pour 4 trombones (1989)
- Leslie Bassett,
  - Quartet pour 4 trombones (1949)
  - 12 Duos pour 2 ou 4 trombones (1974)
  - Three Equale pour 4 trombones (1996)
- Ludwig van Beethoven, Trois équales pour quatre trombones (en), WoO 30 pour 4 trombones (1812)
- Anton Bruckner, Deux Aequali, WAB 114 & 149 pour 3 trombones (1847)
- Howard J. Buss, 
  - Odyssey pour 4 trombones (1987),
  - Levi's Dream pour 4 trombones (2011),
  - Brom Bones pour 8 trombones (2010),
  - Showdown pour 10 trombones (1987),
  - Prayer pour 12 trombones (2015),
  - Trombone Graffiti pour 4 trombones (2016),
- Michael Daugherty, Steamboat for Trombone Choir (2014)
- Pierre-Max Dubois,
  - Cahin-caha pour 2 trombones (1978)
  - A petits pas pour 3 trombones (1978)
  - A toute coulisse pour 4 trombones (1978)
  - Easy sliding pour 8 trombones
- Pascal Dusapin, Sly pour 4 trombones (1987)
- Karlheinz Essl, Faites vos jeux! pour 4-8 trombones (2004)
- Christopher Fox (en), stone.wind.rain.sun1 pour 4 trombones (1990)
- Vinko Globokar, Discours II pour 5 trombones (1968)
- Gordon Jacob, Octet pour 8 trombones (1981)
- Georg Friedrich Haas, Octet pour 8 trombones (2015)
- Alois Hába, Suite in quarter-tones, Op. 72 pour 4 trombones (1944)
- Luca Lombardi, Proporzioni pour 4 trombones (1969)
- Luca Lombardi, Mirum pour 4 trombones (1984)
- Per Nørgård, Krystaller-Massiver-Kaskader pour 12 trombones (2004)
- Arvo Pärt, Summa pour 4 trombones (2008)
- Rolf Riehm, No Velvet Mute For Lullabies pour 4 trombones (2005)
- Frederic Rzewski, Last Judgement, version pour plusieurs trombones (1969)
- Manfred Stahnke, COWS & BELLS pour 8 trombones (1995)
- Charles Wuorinen, Consort of Four Trombones (1960)

## Œuvres pour trombone et instrument(s)
- Kalevi Aho, Epilogue pour trombone et orgue (1998)
- Joseph Edouard Barat, Andante et Allegro pour trombone et piano (Concours du Conservatoire National de Musique de Paris, 1935)
- Richard Barrett,
  - EARTH pour trombone et percussions (1987-88)
  - Aurora pour Flugelhorn quart de ton et trombone alto (2005-10)
- Leslie Bassett, Concerto Lirico (1983)
- Harrison Birtwistle, Duet 5, pour cor et trombone (2014)
- Hayo Boerema, Mutations pour trombone et orgue (2022)
- John Cage, Five3 (en) pour trombone et quatuor à cordes (1991)
- Friedrich Cerha, 
  - Quintett pour trombone et  quatuor à cordes (2005)
  - Malinconia for Baritone and Trombone (2007)
- Ikuma Dan, Three Letters for Trombone and Harp (1999)
- Iancu Dumitrescu, Nimbus I-III for Trombone(s), Percussion and Tape (1984)
- Peter Maxwell Davies, Aloha Hunter pour trombone et clarinette (1966)
- David Del Tredici, Dynamic Duo pour trombone basse et violon (2013)
- David Del Tredici, David pour trombone basse et violon (2015)
- Edward Elgar, Duett for trombone and double bass (1887)
- Karlheinz Essl, exit*glue pour trombone et guitare électrique (2016)
- Christopher Fox, Hidden Consequences pour cor microtonal, trombone et tuba microtonal (2009-10)
- Johannes Fritsch, 12'99-01'00 pour trombone et percussion (2000)
- Beat Furrer, spazio immergente pour soprano et trombone (2015)
- Gérard Grisey, Solo pour deux pour clarinette et trombone (1981)
- Alois Hába, Suite, Op. 56 pour trompette quart de ton et trombone (1944)
- Vagn Holmboe, Notater, Op. 140 pour 3 trombones et tuba (1979)
- Gustav Holst, Duo Concertante pour trombone et orgue (1894)
- Alan Hovhaness, Mysterious Horse Before the Gate, Op. 205 pour trombone et 5 percussions (1977)
- Jan Koetsier (nl), Partita "Wachet auf, ruft uns die Stimme" pour trombone et orgue, Opus 41/3 (1976)
- Alvin Lucier, Bar Lazy J pour trombone ténor et clarinette (2003)
- Johan de Meij, Two-Bone Concerto pour 2 trombones et piano (2016)
- Octavian Nemescu, Finalpha pour trombone, percussion et bande (1990)
- Larry Polansky, 
  - Two Children's Songs pour trombone et tuba (1992)
  - Three Pieces pour trombone et tuba (2011)
- Roger Reynolds, ...from behind the unreasoning mask pour trombone, percussion et son électroacoustique (1974-75)
- Corrado Maria Saglietti, Suite for Alto Trombone and String Quartet (1993)
- R. Murray Schafer, Music for Wilderness Lake pour 12 trombones (1979)
- Ernst Schiffmann, Intermezzo pour trombone et orgue, Opus 53
- Florent Schmitt, Quatuor, Op. 109 pour 3 trombones et tuba (1946)
- Enjott Schneider, Golgatha. Introduction et Chaconne pour trombone et orgue (2010)
- Alfred Schnittke, Schall und Hall pour trombone et orgue (1983)
- Josef Tal, Duo pour trombone et harpe (1989)
- Joan Tower, Elegy pour trombone et quatuor à cordes (1993)
- Christian Wolff, Dark as a Dungeon pour trombone et contrebasse (1977)
- Charles Wuorinen, 
  - Archangel pour trombone basse et quatuor à cordes (1977)
  - Trombone Trio pour trombone, instruments à mailloches et piano (1985)
- Iannis Xenakis, Zythos pour trombone et 6 percussionnistes (1996)

## Œuvres pour trombone et ensemble
- Bert Appermont, Colors for Trombone (en) pour trombone et orchestre d'harmonie (1998)
- Richard Barrett, basalt-E pour trombone, percussions et cordes (1990-92)
- William Bolcom, Trombone Concerto pour trombone et orchestre d'harmonie (2016)
- Steven Bryant (en), Trombone Concerto pour trombone, vents d'orchestre et percussions (2016)
- Friedrich Cerha, Musik pour trombone et cordes (2005)
- Franco Donatoni, Sweet Basil pour trombone et Big band (1993)
- Peter Eötvös, Paris-Dakar pour trombone, cuivres et percussions (2000)
- Jean Françaix, Concerto pour trombone et 10 instruments à vent (1983)
- Vinko Globokar, 
  - Kolo pour trombone, chœur mixte et électronique (1988)
  - Eppure si muove pour trombone et 11 instruments (2003)
- Launy Grøndahl, Concerto pour trombone, version pour trombone et orchestre d'harmonie / Brass Band (1924)
- Alan Hovhaness,
  - Symphonie n° 34, Op. 310 pour trombone basse et cordes (1977)
  - Diran (the Religious Singer), Concerto n° 3, Op. 94 pour trombone baryton et cordes (1948)
- Ladislav Kupkovič (en), Fleisch des Kreuzes (mäso kriza) pour trombone et 10 percussions (1962).
- David Lang, men pour trombone amplifié et ensemble (2001).
- Alvin Lucier, Copied Lines, précédemment Panorama II, pour trombone et cordes (2011)
- John Mackey (en), Harvest : Concerto for Trombone pour trombone et ensemble à vent (2009)
- David Maslanka, Trombone Concerto pour trombone et ensemble à vent (2007)
- Johan de Meij, 
  - T-Bone Concerto (en) pour trombone et orchestre à vent / Brass Band (1996)
  - Rapsodia Borealis pour trombone et orchestre à vent (2001)
  - Canticles pour trombone basse et orchestre à vent / Brass Band (2007)
- Darius Milhaud, Concertino d'hiver, op. 327 pour trombone et orchestre à cordes (1953)
- Arvo Pärt, Fratres pour trombone, orchestre à cordes et percussion (1993)
- Nikolaï Rimski-Korsakov, Concerto pour trombone et orchestre militaire (en) (1877)
- Peter Ruzicka, STILL pour trombone et ensemble (2016)
- Frederic Rzewski, Moonrise with Memories pour trombone basse et 6 instruments (1978)
- Gunther Schuller, Eine Klein Posaunenmusik pour trombone et ensemble (1980)
- Marco Stroppa, From Needle's Eye pour trombone, double quintette et percussion (1996-2001)
- Charles Wuorinen, Archaeopteryx pour trombone basse et 10 musiciens (1978)
- Ellen Taaffe Zwilich, Concerto pour trombone basse, cordes, timbales et cymbales (1989).

## Œuvres pour trombone et orchestre
- Kalevi Aho, 
  - Symphonie No. 9 (1993-94)
  - Concerto pour trombone (2010)
- Johann Georg Albrechtsberger, Concerto pour trombone en si bémol majeur (1769)[2]
- Bert Appermont, Colors for Trombone (en)
- Alexander Arutiunian, Concerto pour trombone (1991)
- Luciano Berio, SOLO (1999)
- Ernest Bloch, Symphonie pour trombone et orchestre (1954)
- William Bolcom, Concerto pour trombone (2016)
- Carlos Chávez, Concerto pour trombone (1976-77)
- Ferdinand David, Concertino pour trombone (en), Op. 4 (1837)
- Pascal Dusapin, "Watt" (1994)
- Rolf Gehlhaar, Lamina! (1977)
- Launy Grøndahl, Concerto pour trombone (1924)
- Georg Friedrich Haas, Concerto pour trombone (2016)
- Michael Haydn, Larghetto per il trombone concertato en fa majeur (1763 ?)[2]
- Michael Haydn, Concerto pour trombone en ré majeur (1764)[2]
- Vagn Holmboe, Concerto No. 12, Op. 52 (1950)
- Gordon Jacob, Concerto pour trombone (1956)
- Jouni Kaipainen, "Life is...", Concerto pour trombone, Op.100 (2014)
- James MacMillan, Concerto pour trombone (2016)
- Frank Martin, Ballade (1940-41)
- Leopold Mozart, Concerto pour trombone de la Sérénade en sol majeur (1762)[2]
- Michael Nyman, Concerto pour trombone (1995)
- Arvo Pärt, An den Wassern zu Babel saßen wir und weinten pour trombone et orchestre de chambre (1995)
- Wolfgang Rihm, Canzona per sonare (1952)
- Nino Rota, Concerto pour trombone (en) (1966)
- Christopher Rouse, Concerto pour trombone (en) (1991)
- Jan Sandström, Motorcykelkonserten (en), Concerto pour trombone n° 1 (1988-89)
- Jan Sandström, Don Quixote, Concerto pour trombone n° 2 (1994)
- Nathaniel Shilkret, Concerto pour trombone (1942)
- Toru Takemitsu, Fantasma/Cantos II (1994)
- Jukka Tiensuu, Suuna, Concerto pour trombone (2017)
- Melinda Wagner, Concerto pour trombone (2007)
- Georg Christoph Wagenseil, Concerto pour trombone en mi bémol majeur (1755 ?)[2]
- Iannis Xenakis, Troorkh (en) (1991)
- Takashi Yoshimatsu, Orion Machine, Concerto pour trombone (1993)
- Ellen Taaffe Zwilich, Concerto pour trombone (1988)

## Œuvres pour trombone, soliste(s) et ensemble / orchestre
- Michael Daugherty, Rosa Parks Boulevard pour 3 trombones et orchestre / Symphonic Band (2014)
- Beat Furrer, spazio immergente III pour soprano, trombone et cordes (2019)
- Michael Haydn, Concertino en ré majeur pour cor, trombone et orchestre (1767)[2]
- Jennifer Higdon, Low Brass Concerto (en) pour 2 trombones ténors, trombone basse, tuba et orchestre (2017)
- Helmut Lachenmann, NUN pour flûte, trombone, chœur d'hommes et orchestre (1999)
- Johan de Meij, Two-Bone Concerto pour 2 trombones et orchestre à vent / Brass Band (2016)
- Leopold Mozart, Sérénade pour trompette, trombone et orchestre (1762)
- Pauline Oliveros, The Heart of Tones - Mixed realities pour trombones, voix et ensemble en réalité mixte (2008)
- Arvo Pärt, Pari intervallo pour clarinette, trombone et orchestre à cordes (1976)
- Toru Takemitsu, Gémeaux pour hautbois, trombone et 2 orchestres (1971-86)
- Georg Christoph Wagenseil, Memoriam de Confitebor pour trombone, alto et orchestre (1760 ?)[2]

## Œuvres pour trombone  et électronique/électroacoustique
- Barry Anderson, Sound The Tucket Sonance And The Note To Mount pour trombone et bande (1980)
- Richard Barrett,
  - mask pour trombone et électronique optionnelle (2017-2018)
  - membrane pour trombone et électronique (2017-2019)
- Howard J. Buss, Alien Loop de Loops pour trombone ou trombone basse et enregistrement électronique (2015)
- Karlheinz Essl, Si! pour Trombone, Live Electronics et Surround Sound (2012)
- Christopher Fox,
  - Recirculation pour trombone basse et bande (1981-1982)
  - stone.wind.rain.sun1 pour trombone et bande (1990)
- Luca Francesconi, Animus pour trombone et Live Electronics (1995-96)
- Rolf Gehlhaar, Rondell pour trombone et Delay (1975)
- Vinko Globokar, Prestop II pour trombone et électronique (1991)
- Jonathan Harvey, Ricercare una melodia pour trombone et électronique (1984)
- Alvin Lucier, Wind Shadows pour trombone et Pure Wave Oscillators (1994)
- Octavian Nemescu, IN PAR pour trombone et bande  (1988)
- Phill Niblock, 
  - A Trombone Piece pour trombone sur bande (1977)
  - A Third Trombone pour trombone et bande (1979)
- Pauline Oliveros,
  - Theater Piece for Trombone Player pour trombone, cornemuse et bande (1966)
  - The Heart of Tones pour trombone et électronique (1999)
  - Red Shifts pour trombone, oscillateurs et bruit (2000)
  - Big Room pour trombone et Expanded Instrument System (2003)
- Wolfgang von Schweinitz, JUZ (a Yodel Cry), Op. 40 pour trombone et sons d'écho (1999/2009)
- Karlheinz Stockhausen, Signale zur Invasion (en), 2. ex Nr. 61 pour trombone et électronique (1992)
- Marco Stroppa, I will not kiss your f.ing flag pour trombone et électronique (2005)

## Enregistrements
Il existe de nombreux enregistrements de pièces avec trombone ; le tromboniste canadien Dale Sorensen a recensé plus de 500 CD en 2023 sur son site web.